# Selwerd

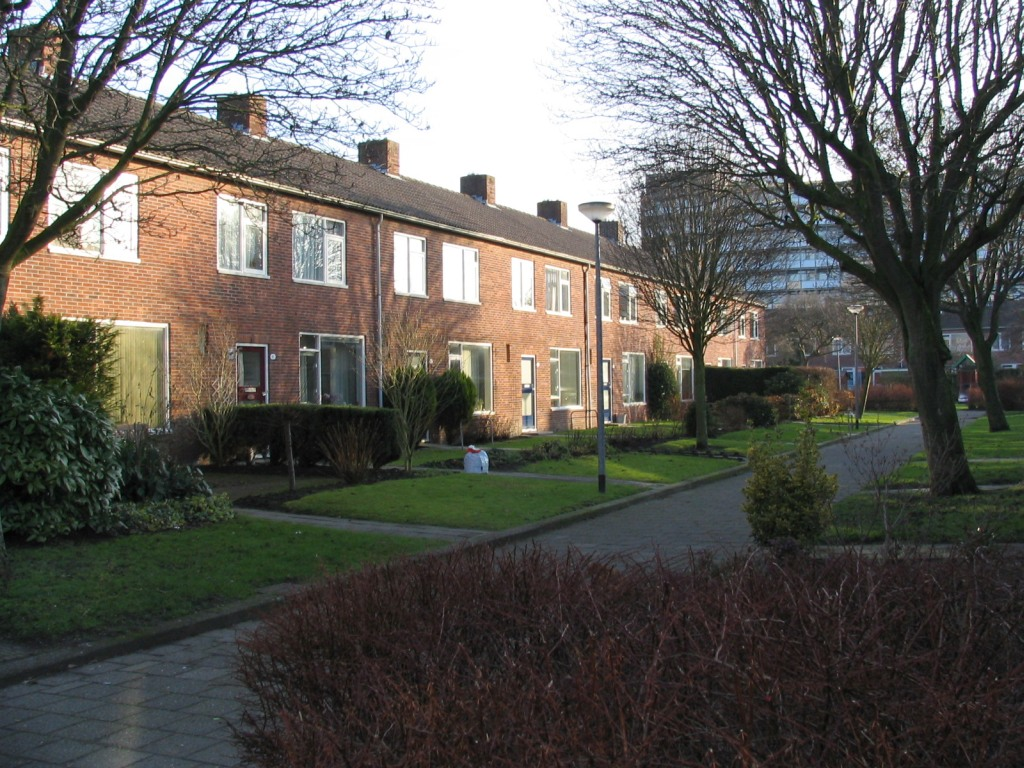
Typische Wohngegend in Selwerd

Selwerd ist ein nordwestlicher Stadtteil von Groningen, der im Süden und Südosten an das Groninger Stadtzentrum und im Norden an einen Teil der Universität Groningen grenzt. Das 2 km² große Gebiet beherbergt etwa 8155 Einwohner (Stand: 1. Januar 2024), von denen ein Großteil Studenten sind.

## Geschichte
Das historische Selwerd befand sich nördlich von Groningen. Die ältesten Quellen lassen darauf schließen, dass es zum damaligen Zeitpunkt ein unabhängiger Verwaltungsbezirk war. Der Präfekt von Groningen, der geistliche Vertreter des Hochstifts Utrecht, war seit dem Jahr 1139 der Verwalter des Gebietes. Auch befanden sich in Selwerd die Burg Groningen, die heute nicht mehr erhalten ist, genau wie das Kloster, das bis zum Jahr 1584 bestand. Heute verläuft auf dem Gebiet der Van Starkenborghkanaal, der dort im Jahr 1934 angelegt wurde und durch die Provinz Groningen verläuft.
Im heutigen Selwerd sind alle Straßen nach Bäumen benannt, die verschiedenen Baumarten sind dort auch neben den Straßen angepflanzt. Das Wohngebiet wurde im Jahr 1965 angelegt, Ende der 1960er Jahre wurden die drei großen Studentenheime gebaut, die bis heute in Betrieb sind. Ende der 1990er Jahre wurden in einer zweiten Bauwelle weitere Wohnungen und Hochhäuser gebaut; besonders Wohnungen für Senioren.